# 6642 Henze
6642 Henze (tên chỉ định: 1990 UE3) là một tiểu hành tinh vành đai chính. Nó được phát hiện bởi Takeshi Urata ở Đài thiên văn Nihondaira ở Shimizu, Shizuoka, Nhật Bản, ngày 16 tháng 10 năm 1990. Nó được đặt theo tên Martin Henze, một nhà thiên văn học ở Max Planck Institute for Extraterrestrial Physics.